# Музей „Писанка“
„Писанка“ е музей за изписани яйца в град Коломия, Ивано-Франковска област, Западна Украйна. Той е част от Националния музей на фолклорното изкуство „Хуцулщина и Покутия“.
Музеят е открит на 23 септември 2000 г. Настоящата сграда на музея е построена през 2000 г. Преди това колекцията „Писанки“ се е помещавала в коломийската църква „Благовещение“.
Централната част на музея е във формата на яйце – писанка (украинско великденско яйце). Музеят е не само оформен като яйце (14 м височина и 10 м в диаметър), но и части от външната част и от вътрешната страна на купола са боядисани така, че да приличат на изписано яйце.
Това е единственият музей в света, посветен на изписаните яйца. Превърнал се е във визитна картичка на града. Обявен е за забележителност на съвременна Украйна през август 2007 г. 

## Музейна колекция
Към 2020 г. музеят притежава колекция от над 10 000 изписани яйца от различни части и области на Украйна. Освен с нови интерпретации, музеят разполага и с изящна колекция от по-стари писанки от Ивано-Франковска област, които датират от 19 и 20 век.
Има много експонати както за писанки, така и за други форми на украсени яйца от славянски страни (Беларус, Полша, Чехия) и от други земи (Румъния, Франция, Швеция, САЩ, Канада, Пакистан, Шри Ланка, Индия).
Другите експонати са свързани с писанската и гуцулската великденски традиции, както и други народни изкуства.
- Реплика на най-старото писано яйце в Украйна